# Mark Turnbull
Mark David Turnbull, AOM (* 11. Oktober 1973 in Hobart) ist ein ehemaliger australischer Segler.

## Erfolge
Mark Turnbull nahm den Olympischen Spielen 2000 in Sydney mit Tom King in der 470er Jolle teil. Sie wurden vor dem US-amerikanischen und dem argentinischen Boot Olympiasieger, nachdem sie mit einer Gesamtpunktzahl von 38 Punkten den ersten Platz belegt hatten. Im selben Jahr gewannen Turnbull und King die Weltmeisterschaft am Balaton.
Für seinen Olympiaerfolg erhielt er 2001 die Australia Order Medal.